# Родріго де Бастідас
Родріго де Бастідас (ісп. Rodrigo de Bastidas; 1465 — 1527) — іспанський конкістадор і дослідник, який наніс на карту північне узбережжя Південної Америки, відкрив Панаму та заснував місто Санта-Марта.

## Особисте життя
Родріго де Бастідас був заможним купцем і мореплавцем з міста Тріана поблизу Севільї. Через помилку історика Мартіна Фернандеса де Наваррете, Бастідаса досі іноді неправильно представляють як нотаріуса. Він народився близько 1465 року та одружився з Ізабель Родрігес де Ромера приблизно до 1500 року.

## Дослідження
Після плавання з Христофором Колумбом під час його другої подорожі до Нового Світу в 1493 році, Де Бастідас звернувся до іспанської корони з проханням дозволити його власну експедицію, яка мала фінансуватися повністю за його власні гроші. В обмін на надання Де Бастідасу права досліджувати різні території в Новому Світі, Корона вимагала від нього четвертої частини чистого прибутку, який він отримає. Католицькі королі, Ізабелла Кастильська та Фединанд Арагонський видали грамоту, яка досі зберігається в Національному архіві Іспанії. Родріго відплив до Нового Світу з Кадіса в жовтні 1500 року на двох кораблях; San Antón та Santa Maria de Gracia. У цій подорожі його супроводжували Хуан де ла Коса та Васко Нуньєс де Бальбоа .
На північному узбережжі Південної Америки він відплив на захід від мису Вела (сучасна Колумбія), намагаючись дослідити берегову лінію Карибського басейну. Він відкрив гирло річки, яку назвав Магдалена, і затоку Ураба. Він досяг Панами, але тут йому довелося припинити свої дослідження. Він визнаний першим європейцем, який пред'явив права на цю частину перешийка, і, отже, йому приписують відкриття Панами, яка включає регіон Сан-Блас, де проживає корінне населення куна. Однак поганий стан його кораблів, викликаний корабельними деревоточцями, що сильно пошкодили дерев'яні корпуси його суден, змусив його повернути назад і вирушити до Санто-Домінго для проведення ремонту. Попри неодноразові ремонти, кораблі зрештою затонули в порту Якарагуа. Де Бастідас був змушений повернутися сухопутним шляхом до Санто-Домінго, по дорозі обмінюючи дрібнички на їжу та припаси у тубільців таїно. Після прибуття в Санто-Домінго губернатор Франциско де Бобаділья заарештував його і відправив назад до Іспанії за нібито торгівлю з корінним населенням без дозволу. Іспанська корона зняла з нього звинувачення і винагородила пенсією. Він повернувся до Санто-Домінго зі своєю родиною і став «багатим на велику рогату худобу, володіючи стадом у 8000 голів». У 1504 році він здійснив ще одну експедицію до Терра Ферме, захопивши 600 рабів для продажу на Еспаньйолі.

### Заснування Санта-Марти
У 1520 році Бастідасу надано губернаторство Тринідаду, але проти цього виступив Дієго Колумб, і Де Бастідас відмовився від гранту. Натомість він отримав дозвіл використовувати регіон від Кабо-де-ла-Вела на захід до річки Магдалена; однак ця експедиція була відкладена на кілька років. У 1524 році він повернувся до Нового Світу і заснував місто Санта-Марта на карибському узбережжі Колумбії. Місто було засноване в день святої Марти (29 липня).

## Смерть
Під час подорожі до внутрішніх районів і територій Бонда і Бондігуа в сучасній Колумбії він продав значну кількість золота. Де Бастідас вів політику, яка забороняла його військам жорстоко використовувати корінне населення або грабувати його майно. Його війська, багато з яких вирушили на пригоди в надії отримати золото, попросили у Де Бастідаса частку. Він відмовився поділитися ним зі своїми людьми, сказавши, що золото йому потрібно, щоб допомогти покрити витрати на колонію. Відмова де Бастідаса поділитися здобутим ним золотом сильно розлютила деяких його людей, серед яких був його лейтенант Віллафуерте, який очолював змову приблизно з п'ятдесяти осіб, щоб убити Де Бастідаса. Одного разу вночі, коли Бастідас спав, на нього напали й завдали п'ять ножових поранень. Він зміг закричати, і його люди кинулися йому на допомогу. Хоча був важко поранений, він помер не відразу.
Через відсутність відповідних медичних закладів у Санта-Марті Бастідас намагався допливти до Санто-Домінго, але погана погода змусила його причалити на Кубі, де він помер від отриманих травм. Пізніше його єдиний син, архієпископ Родріго де Бастідас і Родрігес де Ромера, переніс його останки до Санто-Домінго, де він похований разом із дружиною та сином у соборі Санта-Марія-ла-Менор, найстарішому соборі в Америці.

## Подальше читання
- Harris, Lewis D. (1984). Rodrigo de Bastidas and the Discovery of Panama. Geographical Review. 74 (2): 170—182. doi:10.2307/214098. JSTOR 214098.
- Morison, Samuel Eliot (1974). The European Discovery of America, The Southern Voyages. New York. ISBN 0-19-501377-8.
- Romoli, Katheen (1953). Balboa of Darien, Discoverer of the Pacific. Doubleday and Company.
- Sauer, Carl Ortwin (1966). The Early Spanish Main. University of California.
- Vigneras, Louis-André (1976). The Discovery of South America and the Andalusian Voyages. Chicago: University of Chicago Press. ISBN 0-226-85609-7.